# Karlsruhe (vùng)
Karlsruhe là một trong 4 vùng hành chính (Regierungsbezirk) của bang Baden-Württemberg, Đức.

## Các đơn vị hành chính trong vùng
| Kreise (Huyện)                                                                            | Kreisfreie Städte (Thị xã)                                         |
| ----------------------------------------------------------------------------------------- | ------------------------------------------------------------------ |
| 1. Calw 2. Enz 3. Freudenstadt 4. Karlsruhe 5. Neckar-Odenwald 6. Rastatt 7. Rhein-Neckar | 1. Baden-Baden 2. Heidelberg 3. Karlsruhe 4. Mannheim 5. Pforzheim |